# Allan Nielsen
Allan Nielsen (Esbjerg, 1971. március 13. –), dán válogatott labdarúgó, edző.
A dán válogatott tagjaként részt vett az 1998-as világbajnokságon, az 1996-os és a 2000-es Európa-bajnokságon.

## Sikerei, díjai
Odense
- Dán kupagyőztes (1): 1992–93

Brøndby
- Dán bajnok (1): 1995–96

Tottenham
- Angol ligakupagyőztes (1): 1998–99